# Svenska mästerskapen i landsvägscykling
Svenska mästerskapen i landsvägscykling har hållits sedan år 1909. De första åren kördes 10 km, 100 km och Mälaren runt. 1934 ökades de två första distanserna till 50 km respektive 150 km. Mälaren runt utgick som SM-klass 1946 och ersattes av 250 km. 1955 ersattes 150 km och 250 km av ett lopp på 180 km.

## Medaljörer
Notera att lista över medaljörer enbart inkluderar de tio senaste medaljörerna i respektive disciplin.

### Damer

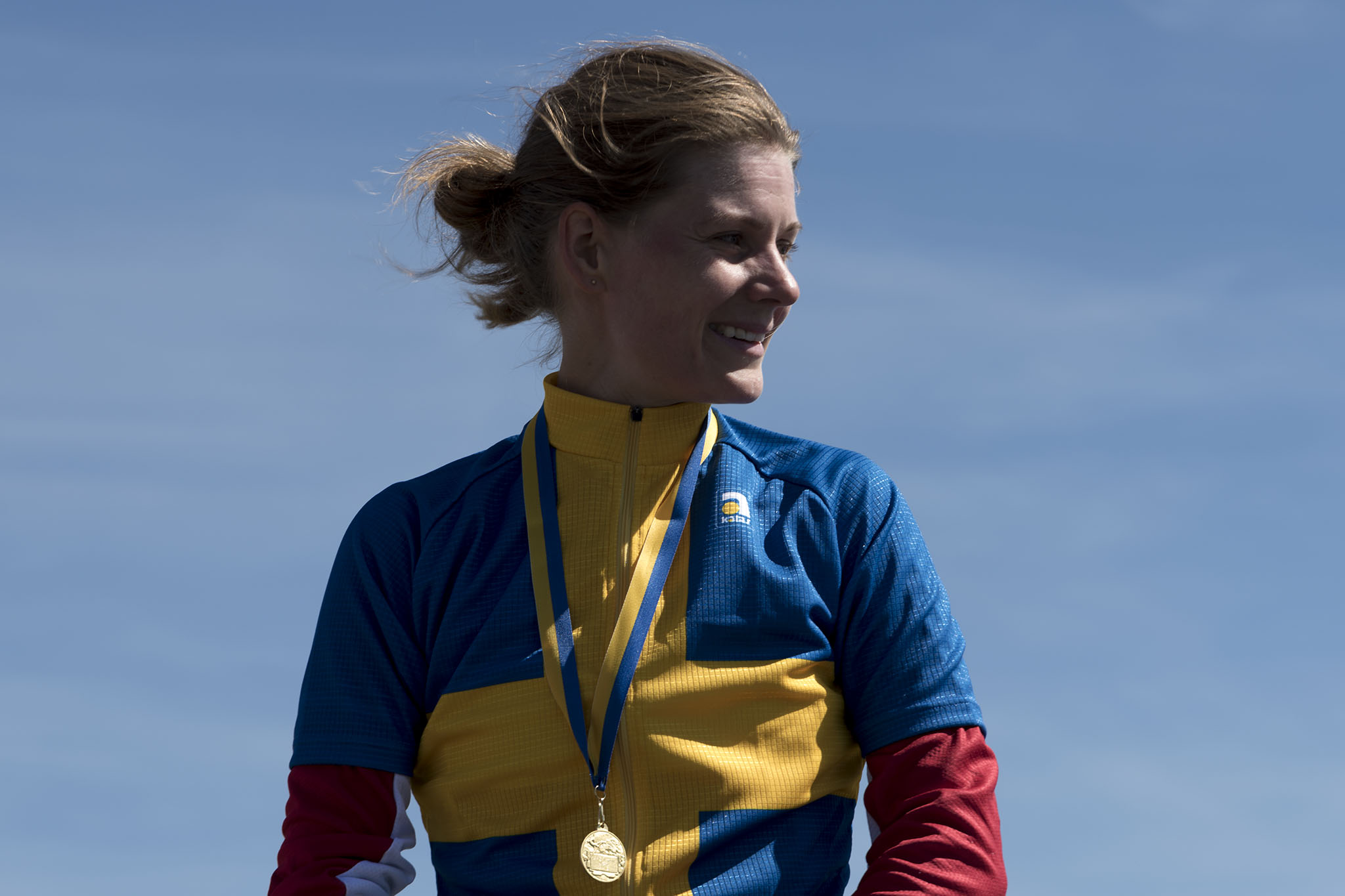
Emma Johansson på prispallen vid SM 2016.

#### Linjelopp

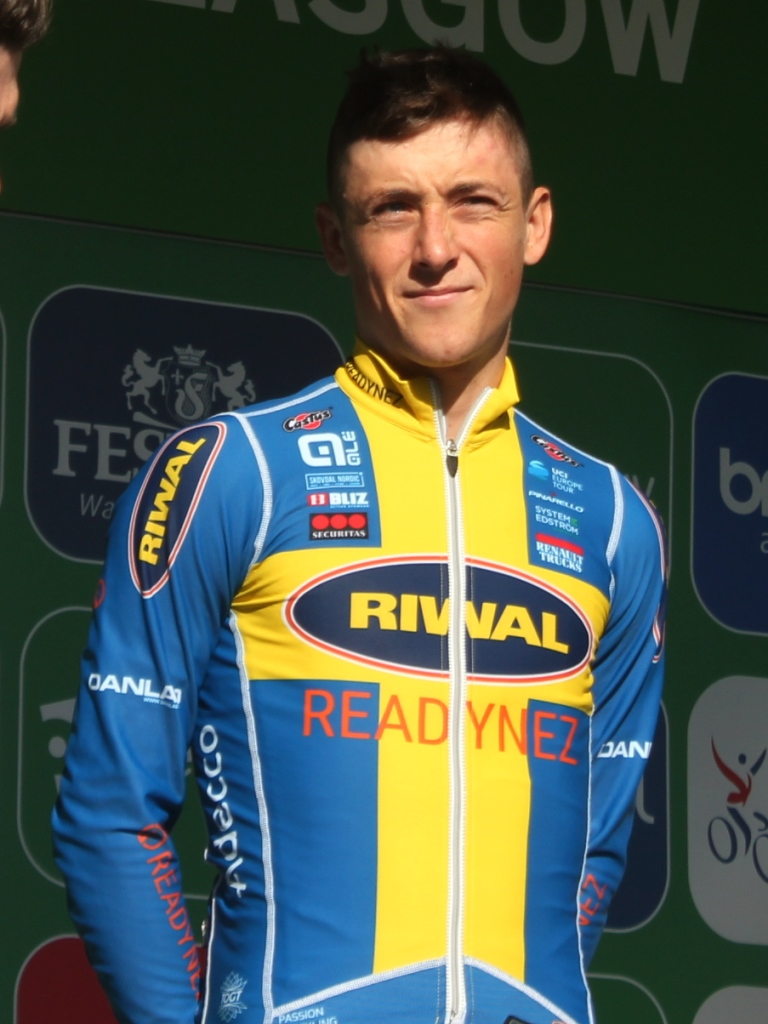
Lucas Eriksson i mästartröjan 2019.

| År   | Guld            | Silver            | Brons             |
| 2015 | Emma Johansson  | Sara Mustonen     | Hanna Nilsson     |
| 2016 | Emma Johansson  | Sara Mustonen     | Emilia Fahlin     |
| 2017 | Sara Penton     | Ida Erngren       | Hanna Nilsson     |
| 2018 | Emilia Fahlin   | Lisa Nordén       | Sara Penton       |
| 2019 | Lisa Nordén     | Hanna Nilsson     | Nathalie Eklund   |
| 2020 | Nathalie Eklund | Emilia Fahlin     | Matilda Frantzich |
| 2021 | Carin Winell    | Hanna Johansson   | Alexandra Nessmar |
| 2022 | Jenny Rissveds  | Emilia Fahlin     | Julia Borgström   |
| 2023 | Emilia Fahlin   | Clara Lundmark    | Julia Borgström   |
| 2024 | Mika Söderström | Matilda Frantzich | Clara Lundmark    |

#### Tempolopp
| År   | Guld            | Silver          | Brons          |
| 2015 | Emma Johansson  | Sara Mustonen   | Hanna Nilsson  |
| 2016 | Emma Johansson  | Emilia Fahlin   | Åsa Lundström  |
| 2017 | Lisa Nordén     | Åsa Lundström   | Hanna Nilsson  |
| 2018 | Lisa Nordén     | Emilia Fahlin   | Frida Knutsson |
| 2019 | Lisa Nordén     | Nathalie Eklund | Hanna Nilsson  |
| 2020 | Lisa Nordén     | Nathalie Eklund | Emilia Fahlin  |
| 2021 | Nathalie Eklund | Ebba Granqvist  | Hanna Nilsson  |
| 2022 | Nathalie Eklund | Julia Borgström | Malin Alzén    |
| 2023 | Jenny Rissveds  | Nathalie Eklund | Emilia Fahlin  |
| 2024 | Lisa Nordén     | Ebba Grankvist  | Stina Kagevi   |

### Herrar

#### Linjelopp
| År   | Guld                                  | Silver                                 | Brons                                         |
| 2015 | Alexander Gingsjö                     | Richard Larsén                         | Tobias Ludvigsson                             |
| 2016 | Richard Larsén                        | Niklas Gustavsson                      | Ludvig Bengtsson                              |
| 2017 | Kim Magnusson Team Tre Berg – Bianchi | Richard Larsén Team Tre Berg – Bianchi | Alexander Wetterhall Team Tre Berg – Bianchi  |
| 2018 | Lucas Eriksson Motala AIF CK          | Tobias Ludvigsson CK HVR16             | Gustav Höög CK HVR16                          |
| 2019 | Lucas Eriksson Motala AIF CK          | Tobias Ludvigsson CK HVR16             | Erik Bergström Frisk Team F-arton Sports Club |
| 2020 | Kim Magnusson CK HVR16                | Jacob Eriksson Gånhester CK            | Lucas Eriksson Gånhester CK                   |
| 2021 | Viktor Hillerström Rundh CK Hymer     | Richard Larsén Vincents Cycling Club   | Lucas Eriksson Gånghester CK                  |
| 2022 | Lucas Eriksson Gånghester CK          | Tobias Ludvigsson IK Hakarpspojkarna   | Jacob Eriksson Gånhester CK                   |
| 2023 | Lucas Eriksson Gånghester CK          | Hugo Forssell CK Hymer                 | Edvin Lovidius Södertälje CK                  |
| 2024 | Jacob Eriksson Gånghester CK          | Joel Rydergren CK Hymer                | Gabriel Sandör CK Hymer                       |

#### Tempolopp
| År   | Guld                 | Silver                    | Brons                  |
| 2015 | Gustav Larsson       | Alexander Wetterhall      | Joakim Aleheim         |
| 2016 | Alexander Wetterhall | Tobias Ludvigsson         | Gustav Larsson         |
| 2017 | Tobias Ludvigsson    | Alexander Wetterhall      | Hampus Anderberg       |
| 2018 | Tobias Ludvigsson    | Staffan Arvidsson McShane | Hannes Bergström Frisk |
| 2019 | Tobias Ludvigsson    | Erik Bergström Frisk      | Hugo Forssell          |
| 2020 | Jacob Ahlsson        | Tobias Ludvigsson         | Hugo Forssell          |
| 2021 | Hugo Forsell         | Jacob Ahlsson             | Tobias Ludvigsson      |
| 2022 | Jacob Ahlsson        | Edvin Lovidius            | Tobias Ludvigsson      |
| 2023 | Jacob Ahlsson        | Jakob Söderqvist          | Hjalmar Klyver         |
| 2024 | Jakob Söderqvist     | Tobias Ludvigsson         | Jacob Ahlsson          |